# 仁別レジャーランド

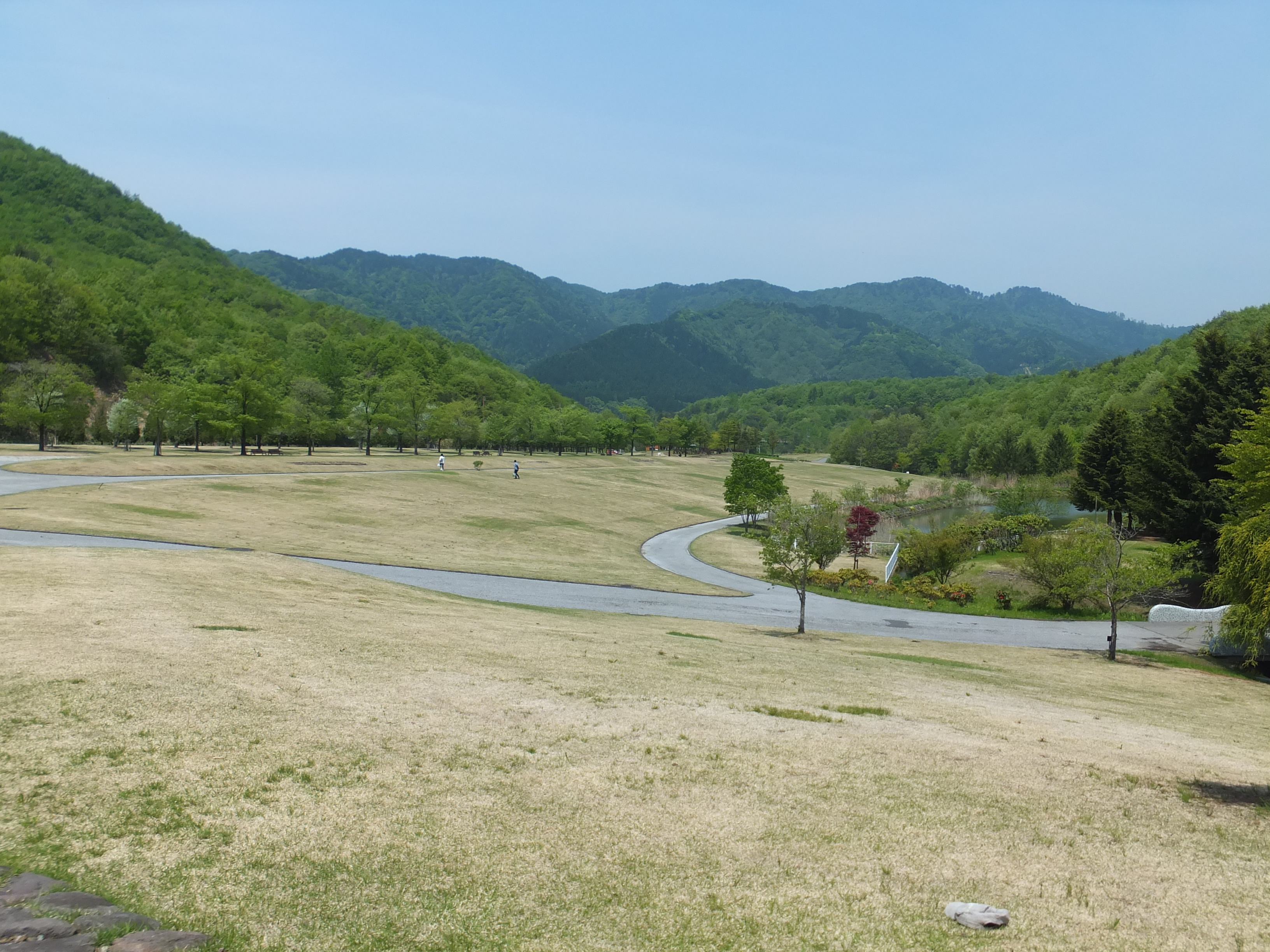
仁別レジャーランド跡地に造成された太平山リゾート公園エントランス広場

仁別レジャーランド（にべつレジャーランド）は、秋田県秋田市の太平山スキー場オーパスの隣接地にかつて存在した遊園地である。正式名称は『秋田市仁別家族旅行村』（あきたしにべつかぞくりょこうむら）。

## 概要
- 1977年、国が計画していた中規模レクリエーション施設『家族旅行村』を設定した国内5か所のうちのひとつとして秋田県秋田市仁別が指定され、1979年から建設を開始。1982年4月25日に遊園地部分が先行オープンし、同年7月1日にグランドオープンした[1]。園内には観覧車、メリーゴーランド、ゴーカート、ジェットコースターなどの乗り物が多くあった。
- しかし、時代とともに入場者数は減少するようになり、開園からわずか7年後の1989年3月で閉鎖、太平山リゾート公園の花公園エントランス広場になっている。